# ドイツ民主共和国の地方行政区画
ドイツ民主共和国の地方行政区画（ドイツみんしゅきょうわこくのちほうぎょうせいくぶん）は、1949年から1952年までの期間と1990年7月23日からドイツ再統一までの期間は5つの州、1952年から1990年までは14の県により構成されていた。
当初は州（Land）が置かれた連邦制であり、旧西ドイツの連邦参議院にあたる共和国参議院（Länderkammer）も存在したが、1952年以降は県（Bezirk）に再編されて参議院は廃止され、中央集権化が進められた。その後、統一を目前にした1990年7月23日に人民議会によって州の復活が決定し、5州が復活した。この5州を新連邦州（Neue Bundesländer）、新5州、東ドイツ5州という。名称は以前の州と同じだが、州の境界線は1952年以前とは微妙に異なる。

## 1952年から1990年7月23日までの行政区画
| 県(ドイツ語)                                             | 県都                         | 面積 (km²)        | 人口 (1989年)           | 地図                 |
| -------------------------------------------------------- | ---------------------------- | ----------------- | ----------------------- | -------------------- |
| ドレスデン県（Bezirk Dresden）                           | ドレスデン                   | 6,738             | 1,757,400               | ドイツ民主共和国の県 |
| カール＝マルクス＝シュタット県（Bezirk Karl-Marx-Stadt） | カール＝マルクス＝シュタット | 6,009             | 1,859,500               | ドイツ民主共和国の県 |
| ライプツィヒ県（Bezirk Leipzig）                         | ライプツィヒ                 | 4,966             | 1,360,900               | ドイツ民主共和国の県 |
| ゲーラ県（Bezirk Gera）                                  | ゲーラ                       | 4,004             | 742,000                 | ドイツ民主共和国の県 |
| エアフルト県（Bezirk Erfurt）                            | エアフルト                   | 7,349             | 1,240,400               | ドイツ民主共和国の県 |
| ズール県（Bezirk Suhl）                                  | ズール                       | 3,856             | 549,400                 | ドイツ民主共和国の県 |
| ハレ県（Bezirk Halle）                                   | ハレ                         | 8,771             | 1,776,500               | ドイツ民主共和国の県 |
| マクデブルク県（Bezirk Magdeburg）                       | マクデブルク                 | 11,526            | 1,249,500               | ドイツ民主共和国の県 |
| コトブス県（Bezirk Cottbus）                             | コトブス                     | 8,262             | 884,700                 | ドイツ民主共和国の県 |
| ポツダム県（Bezirk Potsdam）                             | ポツダム                     | 12,568            | 1,123,800               | ドイツ民主共和国の県 |
| フランクフルト県（Bezirk Frankfurt (Oder)）              | フランクフルト (オーダー)    | 7,186             | 713,800                 | ドイツ民主共和国の県 |
| ノイブランデンブルク県（Bezirk Neubrandenburg）          | ノイブランデンブルク         | 10,948            | 620,500                 | ドイツ民主共和国の県 |
| シュヴェリーン県（Bezirk Schwerin）                      | シュヴェリーン               | 8,672             | 595,200                 | ドイツ民主共和国の県 |
| ロストック県（Bezirk Rostock）                           | ロストック                   | 7,075             | 916,500                 | ドイツ民主共和国の県 |
| 首都                                                     | 東ベルリン（Ost-Berlin)      | 409               | 1,279,212               | ドイツ民主共和国の県 |
| 合計 (東ベルリンを含まない場合)                          |                              | 108,339 (107,930) | 16,669,312 (15,390,100) |                      |

東ベルリンは、事実上の東ドイツ領だったが、国際法的には連合国軍4か国（米・ソ・仏・英）占領地ベルリンのソ連管理地域で、厳密には東ドイツ領ではなかった。そのため、県も州も置かれていなかった。しかし、ドイツ再統一後にドイツに返還された。

## 1949年から1952年までの期間と1990年7月23日からドイツ再統一までの期間の行政区画
| 州 | 州都                     | 地図 |
| --- | ------------------------ | ---- |
| メクレンブルク州（Land Mecklenburg） メクレンブルク＝フォアポンメルン州（Land Mecklenburg-Vorpommern） | シュヴェリーン           |      |
| ブランデンブルク州 （Land Brandenburg）                                                                | ポツダム                 |      |
| ザクセン＝アンハルト州 （Land Sachsen-Anhalt）                                                         | マクデブルク             |      |
| ザクセン州 （Freistaat Sachsen）                                                                       | ドレスデン               |      |
| テューリンゲン州（Land Thüringen） テューリンゲン州（Freistaat Thüringen）                             | エアフルト               |      |
| 首都                                                                                                   | 東ベルリン（Ost-Berlin） |      |

1990年成立の5州（新連邦州）と1952年から1990年までの14県の対照は以下の通り。ただし、前述のように境界線が変更された地域もあるため、完全な対照ではない（例えば、ザクセン＝アンハルト州は、ハレ県のアルテルン郡がチューリンゲン州に移管され、ブランデンブルク州に属することが決まったコトブス県のイェッセン郡を編入している）。
- メクレンブルク＝フォアポンメルン州－ロストック県・シュヴェリーン県・ノイブランデンブルク県
- ブランデンブルク州－コトブス県・フランクフルト（オーダー）県・ポツダム県
- ザクセン＝アンハルト州－マクデブルク県・ハレ県
- ザクセン州－ライプツィヒ県・ドレスデン県・カール＝マルクス＝シュタット県
- テューリンゲン州－エアフルト県・ゲーラ県・ズール県